# Питагорејци
Питагорејци су били следбеници учења грчког филозофа Питагоре. Питагорејство је филозофски и духовни покрет који је основао Питагора у VI веку п. н. е. Имао је егзотеричне ознаке, а утицао је на многе филозофе укључујући и Платона. У питагорејским заједницама се живело по строгим правилима за очишћење душе и тела. Важну су улогу давали музици и ритму, из чега се вероватно развило занимање за аритметику, коју су схватали као теорију целих бројева.
Питагорејско друштво је имало велики утицај на тајна друштва која су касније настала. Сумња се да је братство највероватније покренуло вегетаријанство јер се месо није јело у њиховом друштву. Братству и његовом оснивачу приписују се поједини изуми научне вредности попут чаше умерености која ради по хидрауличким принципма.

## Начин живота
Питагорејске религиозно-аскетске идеје биле су усресређене на концепт чистоће и очишћења, пошто је учење о сеоби душа последично водило ка потицању различитих облика одгоја душе. Пракса ћутања и проучавање музике и математике представљали су припрему за неговање душе. Ако је Питагора стварно увео забрану конзумације меса, то би се могло објаснити учењем о сеоби душа. Постојала су и нека правила чисто спољног карактера, које детаљно описује Диоген Лаертије, а која се тешко могу сматрати чисто филозофским доктринама, на пример забрану једења боба (κύαμος), избегавање кретања главном улицом, избегавање стајања изнад одрезака властитих ноктију, избегавање остављања трагова лонца у пепелу, забрана седења на мерици за жито и друге.
У Питагорејској мисли средишње место заузимала су математичка истраживања, али та је мисао истовремено била прожета мистиком. На пољу космологије теже је утврдити шта је прави Питагорин наук, а што су додаци његових сљедбеника, но чини се да питагорејска мисао о сеоби душе представља сувише важан елемент да би се радило о неком каснијем додатку. С друге стране, питагорејски концепт битка је непознатог порекла, делимично и зато што су питагорејска учења о овом питању у детаљима контрадикторна. Питагорејци полазе од Анаксимандровог учења о томе да је основно света и свих бића "неограничено", тј. да је то апеирон, али питагорејци су с овим повезали појам границе (τὸ πέρας), која тек даје облик неограниченом.

## Уништење друштва
Питагорејско друштво се из Грчке преселило у Италију у град Кротон. Питагора и његово друштво је брзо стекла јак утицај у Италији и дивљење, али исто тако и љубомору аристократа јер је Питагорејско било богато. Питагорејци су учествовали у малом рату између Кротона и Сибариса. Након победе Кротона, град је хтео да се окрене демократскијем начину живота што Питагорејци нису подржавали. Цилон и Нинон, који је био члан братства али је био избачен, су организовали народ против Питагорејаца. Није прецизирано да ли је Милова кућа или једно од места где су се Питагорејци састајали спаљено заједно са Питагорејцима унутра. Само мали број млађих чланова је успело да се спасе. Они који су преживели су наставили са изучавањем наука као у Питагорејском друштву, али одвојено. Са смрћу Питагоре и већине чланова, пало је и Питагорејско друштво.